# Good Charlotte (álbum)
Good Charlotte es el álbum homónimo de la banda de pop punk estadounidense Good Charlotte, lanzado en el 2000. El álbum fue recibido positivamente. El álbum ha lanzado 3 sencillos, Little Things en 2001, The Motivation Proclamation en 2001, y Festival Song en 2001.

## Listado de canciones

### Edición Estándar
| Good Charlotte |                                  |          |  |
| N.º            | Título                           | Duración |  |
| 1.             | «"Little Things"»                | 3:23     |  |
| 2.             | «"WaldorfWorldWide"»             | 3:21     |  |
| 3.             | «"The Motivation Proclamation"»  | 3:36     |  |
| 4.             | «"East Coast Anthem"»            | 2:27     |  |
| 5.             | «"Festival Song"»                | 3:00     |  |
| 6.             | «"Complicated"»                  | 2:49     |  |
| 7.             | «"Seasons"»                      | 3:15     |  |
| 8.             | «"I Don´t Wanna Stop"»           | 2:41     |  |
| 9.             | «"I Heard You"»                  | 2:43     |  |
| 10.            | «"Walk By"»                      | 2:42     |  |
| 11.            | «"Let Me Go"»                    | 3:01     |  |
| 12.            | «"Screamer"»                     | 3:36     |  |
| 13.            | «"Change"»                       | 3:40     |  |
| 14.            | «"Thank You Mom" (Pista Oculta)» | 3:50     |  |
| 45:12          |                                  |          |  |

### Edición de Japón
| Good Charlotte |                                                               |          |  |
| N.º            | Título                                                        | Duración |  |
| 14.            | «"The Click"»                                                 | 3:33     |  |
| 15.            | «"If You Leave Me" (Orchestral Manoeuvres In The Dark cover)» |          |  |
| 16.            | «"The Motivation Proclamation" (Versión Acústica En Vivo)»    |          |  |
| 51:39          |                                                               |          |  |

## Personal
- Joel Madden – Voz
- Benji Madden – Guitarra solista
- Billy Martin – Guitarra rítmica
- Paul Thomas – Bajo eléctrico
- Aaron Escolopio – Batería, percusión

## Críticas y opiniones
Según el sitio web todopunk.com, es un buen disco de Pop Punk con 14 canciones que cualquiera podrían ser singles, aunque a partir de la canción 7 (Seasons) hasta la 11 (Let Me Go) baja un poco el listón, cierra diciendo que no es un disco que canse, ya que alternan bastante los registros y hay bastantes tipos de canciones, y al final le da una puntuación de 8.
Según los usuarios, es el mejor disco de la banda.

## Posicionamiento
| Fecha                 | Listas                                | Posición |
| --------------------- | ------------------------------------- | -------- |
| 19 de octubre de 2002 | U.S. Billboard Top Pop Catalog Albums | 1        |
| Septiembre de 2001    | U.S. Billboard Top Heatseekers        | 13       |
| Octubre de 2001       | New Zealand Album Chart               | 12       |
| Abril de 2003         | Japanese Album Chart                  | 23       |